# 徐振骐
徐振骐（？—？），男，中国造船专家，曾任中央军委修造部设计处总设计师、总工程师，第二、三、四、五届全国政协委员。